# Hara Yuki
Yuki Hara (sinh ngày 16 tháng 5 năm 1976) là một cầu thủ bóng đá người Nhật Bản.

## Sự nghiệp câu lạc bộ
Yuki Hara đã từng chơi cho Kyoto Purple Sanga.